# Bicicleta de marcha única

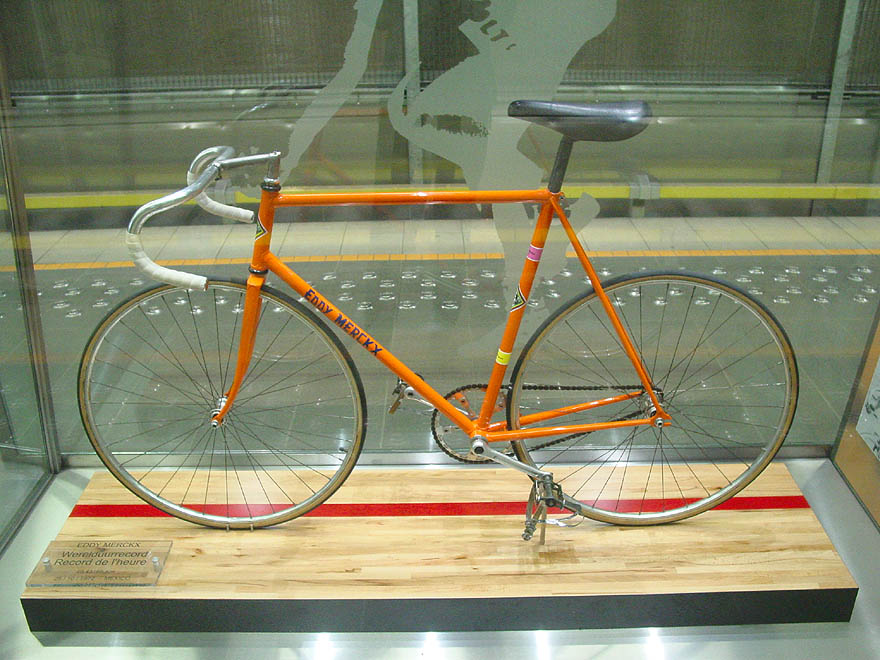
Bicicleta de marcha única e pinhão fixo usada por Eddy Merckx em 1972 para conquistar o record de hora de 49,431 km.

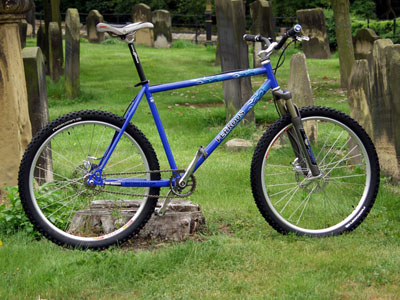
Mountain bike de marcha única.

Uma bicicleta de marcha única, também conhecida como bicicleta sem marchas, é uma bicicleta com uma única relação de transmissão. São bicicletas que não utilizam câmbio descarrilador (sinônimos: derailleur, câmbio desviador), câmbio de cubo (cubo de câmbio interno) ou outros métodos para variar a relação de transmissão da bicicleta.
Nas primeiras décadas de sua história, todas as bicicletas eram de marcha única e de pinhão fixo (sem roda-livre), isto é, além de não possuírem mecanismo para variar a relação de transmissão, também não permitiam parar de pedalar enquanto a bicicleta estivesse se movendo.
Sistemas de roda livre e de câmbio de relação de transmissão foram desenvolvidos para melhorar a velocidade, eficiência e conforto para os usuários de bicicleta. O termo "marcha única", usado neste artigo, refere-se às bicicletas modernas, que podem ter roda livre ou não.
Há muitos tipos de bicicletas modernas de marcha única: bicicletas de BMX, a maioria das bicicletas para transporte, bicicletas de carga, monociclos, bicicletas infantis, bicicletas do tipo beach ou cruiser, bicicletas de pista, bicicletas de estrada (speed) de pinhão fixo e mountain bikes de marcha única.
As bicicletas de pinhão fixo são um subconjunto das bicicletas de marcha única, e se caracterizam por não possuírem qualquer tipo de mecanismo de catraca para permitir os pedais de pararem a rotação independentemente da roda. Por isso, as bicicletas de pinhão fixo exigem outras habilidades do ciclista para conduzi-la.

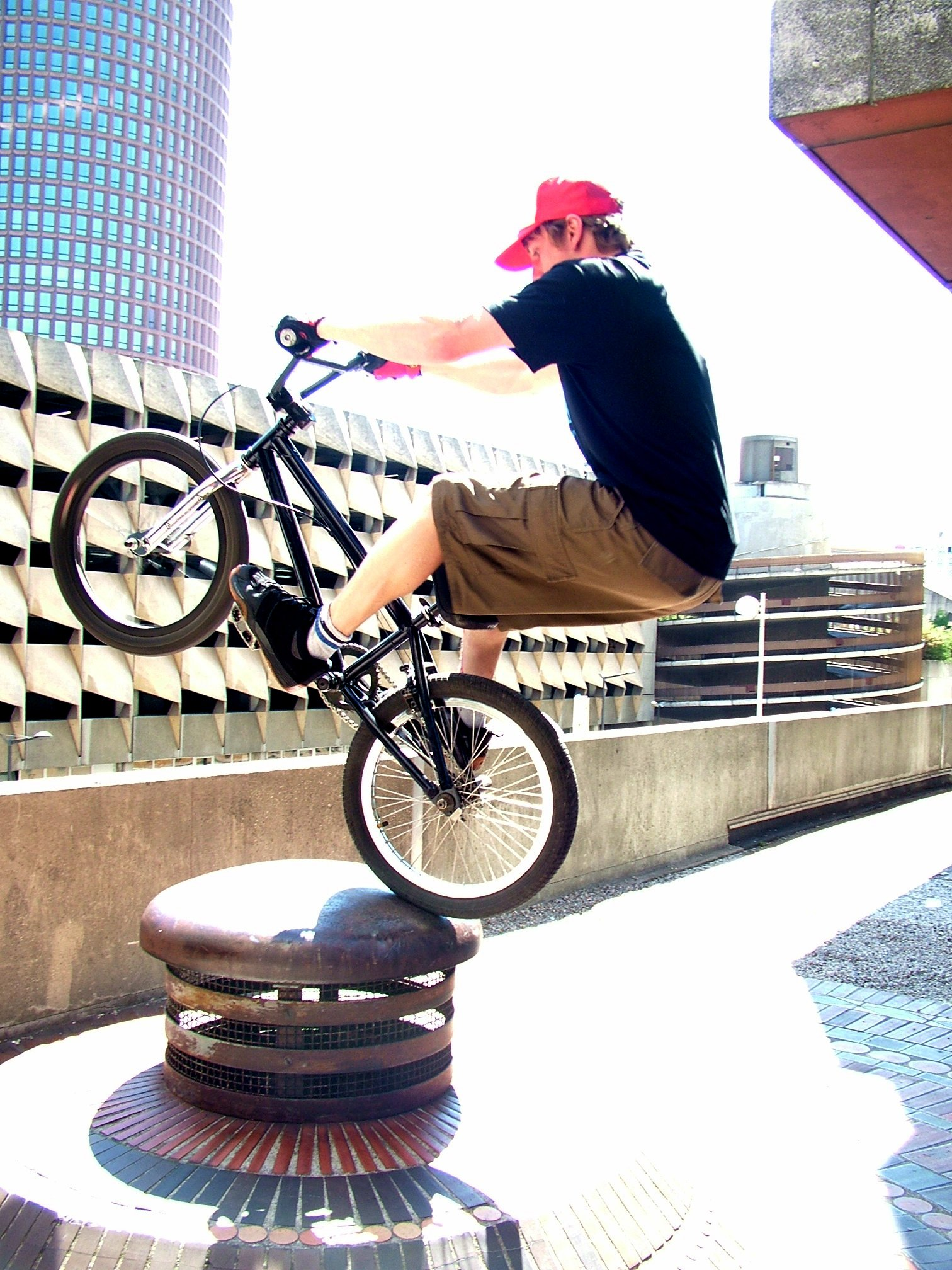
Bicicleta de BMX.

## Vantagens
- Uma bicicleta de marcha única geralmente custa menos, é mais leve e tem mais confiabilidade por ser mecanicamente mais simples do que uma bicicleta com múltiplas marchas. Sem descarriladores (derailleurs) e outras partes do sistema convencional de câmbio, há menos peças na bicicleta que precisam de manutenção. O aspecto da confiabilidade e baixa manutenção são bem vindos para uma bicicleta de transporte;
- A eficiência mecânica da transmissão de uma bicicleta de marcha única é bastante alta, de 96% a 99% caso bem alinhada e com corrente nova e bem lubrificada, variando apenas a força aplicada à transmissão (em geral, quanto maior a força, maior a eficiência mecânica). Em comparação, uma bicicleta com Câmbio descarrilador tem em média eficiência mecânica, segundo algumas fontes, de 85 a 90%,[1] ou, segundo outras fontes, de 97% a 91,5%,[2][3] sob as mesmas condições. Uma linha de corrente reta, a ausência do atrito inerente às polias do câmbio descarrilador traseiro, e a ausência de várias rodas dentadas, de rampas e de pinos, tudo isso melhora a eficiência. Numa bicicleta sem marchas, a pedalada é mais leve e fácil do que numa bicicleta de marchas na mesma relação de transmissão e nas mesmas condições de lubrificação devido a uma quantidade menor de perdas no sistema de transmissão;[4]

- Dado que uma única roda dentada traseira ocupa menos espaço do que as sete ou dez presentes nos típicos cassetes de múltiplas marchas, o conjunto aro-raios da roda traseira pode ser construído com bastante simetria, isto é, com pouco ou nenhum "chapéu" (também chamado "guarda-chuva".Dish, em inglês), o que torna a roda inerentemente mais robusta;
- Muitos consideram que uma bicicleta de marcha única, por proporcionar uma resposta mais rápida da bicicleta à pedalada, permite uma pedalada mais orgânica e mais prazerosa. Numa bicicleta de câmbio por descarriladores (derailleurs), a resposta da bicicleta à pedalada é mais lenta devido às polias que exercem um "efeito mola" na linha de corrente. A ausência desse "efeito mola" também contribui para fazer a transmissão de uma bicicleta de marcha única um pouco mais eficiente do que uma bicicleta que possua câmbio descarrilador;
- É possível usar protetores de corrente que isolem completamente a transmissão, como os normalmente usados em bicicletas com câmbio interno, evitando problemas com a corrente sujando ou comendo roupas;
- As bicicletas de marcha única são caracterizadas por uma aparência simples e despojada.

## Desvantagens
- Uma faixa menor de velocidades em que a bicicleta pode ser pedalada de modo eficiente; a cadência da pedalada diminui ou aumenta em proporção direta com a velocidade de deslocamento. A musculatura humana trabalha eficientemente numa faixa relativamente estreita, que em geral está em algum ponto entre 60 a 120 rpm, variando de pessoa para pessoa. Fora dessa faixa, se consome mais energia para se deslocar menos.[5] Consequentemente, têm tipicamente, uma velocidade máxima menor, principalmente em declives, enquanto que velocidade mínima maior, quando em aclives;
- Dependendo da relação de transmissão utilizada, subir aclives exige muito esforço. Em bicicletas para transporte de marcha única, que são feitas de modo a atingir velocidades razoáveis em terreno plano, para subir aclives leves já é necessário de mais força na pedalada, enquanto que morros mais inclinados exigem ficar em pé na bicicleta, ou mesmo desmontar e empurrá-la. Ficar em pé na bicicleta traz diversas desvantagens, tais como: provoca maior estresse sobre outras partes da bicicleta, como o guidão, pedais, pedivela e corrente, levando a um desgaste prematuro. Com isso, se alguma parte da bicicleta quebrar (corrente, guidão, quadro, etc.), é maior a chance de uma queda, potencialmente grave. Por essa razão, só é recomendado pedalar de pé em bicicletas nas quais você confia no estado mecânico.
- Pedalar com marcha excessivamente baixa (altas cadências) ou excessivamente alta (baixas cadências, muita força) pode ser prejudicial à saúde e ocasionar dores, câimbras e até mesmo lesões no tornozelo, coxa, joelhos ou coluna.[6][7]
- Como é necessário maior esforço em média caso não se esteja pedalando em terreno plano, no final da viagem a pessoa fica mais suada e esgotada. Isso é indesejável para quem usa a bicicleta para transporte e não pode tomar um banho e trocar de roupa ao chegar no trabalho ou universidade.
- Foi banida de algumas competições e de outros eventos de ciclismo.

## Tipos de bicicletas de marcha única
No Brasil, bicicletas de marcha única invocam a ideia de bicicletas de transporte usadas por trabalhadores para ir e voltar do trabalho e por entregadores de encomendas. Porém, bicicletas de estrada (speed), mountain bikes, bicicletas de ciclo-cross e bicicletas híbridas também podem ser construídas ou convertidas como marcha única.
- Bicicletas de BMX e Mountain bikes de marcha única utilizadas em trilhas geralmente possuem uma relação de transmissão baixa (leve). Isso permite escalar morros e manobrar melhor em obstáculos e aclives.
- Bicicletas de estrada de marcha única possuem uma relação de transmissão mais alta (pesada), para desenvolver velocidade.
- Já as bicicletas para transporte, usadas para deslocamentos rotineiros, como ir e vir do local de trabalho, costumam ter uma relação de transmissão média.
- Bicicletas de passeio, como as bicicletas do tipo beach ou cruiser, em geral são adequadas para terrenos planos, arenosos ou de terra, e de regiões litorâneas. Também possuem uma relação de transmissão média.
- As bicicletas de pista, usadas em competições em velódromos, são todas bicicletas de marcha única e pinhão fixo. O motivo é a maior eficiência de transmissão se comparada a uma bicicleta de múltiplas marchas. Estas bicicletas possuem uma relação de transmissão bastante alta (pesada).

## Bicicletas de pinhão fixo ou carrete preso

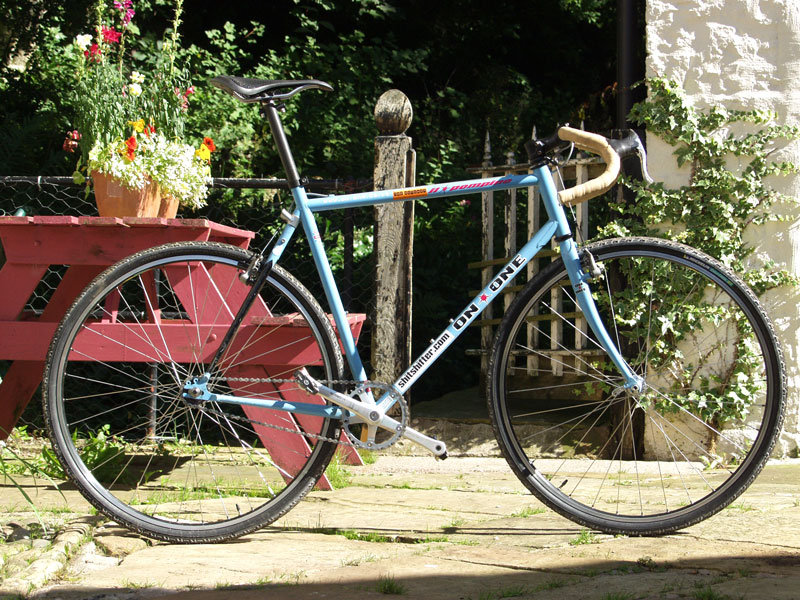
Bicicleta de pinhão fixo.

Uma bicicleta de pinhão fixo (também chamadas de roda-fixa ou, em Portugal, de carrete-preso) é uma bicicleta que não possui roda livre, isto é, o pinhão é diretamente conectado ao cubo, o que faz com que os pedais girem sempre que a bicicleta estiver em movimento. Em geral, o cubo possui duas roscas com sentidos inversos de rotação; na primeira rosca é colocado o pinhão fixo, e na segunda é posto um anel de travamento (contra-porca) que impede que o pinhão se desparafuse do cubo quando o ciclista resiste ao movimento dos pedais ou pedala para trás.
Todas as bicicletas de velódromo, ou bicicletas de pista, são de pinhão fixo. Mas outros tipos de bicicleta também podem ser de pinhão fixo, como, por exemplo, bicicletas de estrada.
As vantagens das bicicletas de pinhão fixo são:
- Elas levam a melhorar o método de pedalada, fazendo-a mais redonda e eficiente;
- Elas permitem fazer manobras tais como o trackstand (ficar equilibrado na bicicleta parada por um tempo indefinido), ou manobras como andar para trás;
- Muitos alegam que é mais fácil subir ladeiras em uma bicicleta de pinhão fixo porque ela permite aproveitar melhor o momento de inércia da bicicleta, já que os pedais empurram os pés nos pontos mortos da pedalada, levando a uma pedalada constante.
- Muitos afirmam que andar numa bicicleta de pinhão fixo é uma experiência completamente diferente de andar numa de roda-livre, pois a própria bicicleta se comporta como um coadjuvante na pedalada, empurrando os pés quando não se está pondo nenhuma força nos pedais ou ajudando a manter uma velocidade constante através dos pontos mortos da pedalada.

A principal desvantagem das bicicletas de pinhão fixo com relação as bicicletas de roda-livre é descer ladeiras, pois é preciso controlar a velocidade para que os pedais não girem numa velocidade em que o ciclista possa perder o controle da bicicleta. Outra desvantagem é a impossibilidade de fazer curvas muito fechadas, devido ao perigo dos pedais baterem no chão, já que eles não podem ser parados numa posição como é feito numa bicicleta de roda-livre.

## Benefícios para o condicionamento físico
Como as bicicletas de marcha única só possuem uma única relação de transmissão, elas permitem um desenvolvimento do condicionamento físico mais amplo do que uma bicicleta de múltiplas marchas, já que é preciso pedalar cadências e forças diferentes conforme as velocidades que o terreno permite. Altas cadências no plano e em descidas levam a desenvolver o sistema cardiovascular, enquanto que baixas cadências em subidas levam a desenvolver a força muscular. Em comparação, uma bicicleta de múltiplas marchas leva o ciclista a sempre procurar usar as relações de transmissão mais cômodas, tendendo a usar sempre as cadências mais fáceis, fazendo seu condicionamento físico ser mais limitado e menos flexível.

## Aspectos sócio-culturais
No Brasil, as bicicletas de marcha única são majoritariamente estigmatizadas como algo ineficiente, desconfortável e característico de pessoas que não têm opção de comprar outra bicicleta por terem baixo poder aquisitivo. No entanto, há os que consideram que conduzir uma bicicleta de marcha única proporciona uma experiência diferente de pedalada, com uma relação mais orgânica com a bicicleta, devido a uma resposta mais imediata do movimento da bicicleta à pedalada, proporcionando mais prazer. Na Europa e na América do Norte, há vários grupos de pessoas que utilizam bicicletas de marcha única por este motivo entre outros, organizando inclusive eventos e encontros. Há também movimentos contestatórios que optam pela simplicidade dessa bicicleta como forma de recusa da indústria do consumo, e os que vêem o estigma relacionado a elas apenas como resultado da publicidade dos fabricantes de bicicleta.

## Tensão e alinhamento da corrente

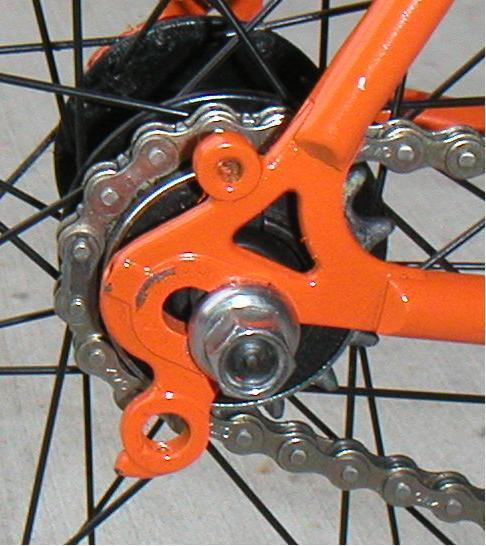
Gancheira horizontal, com marcha única.

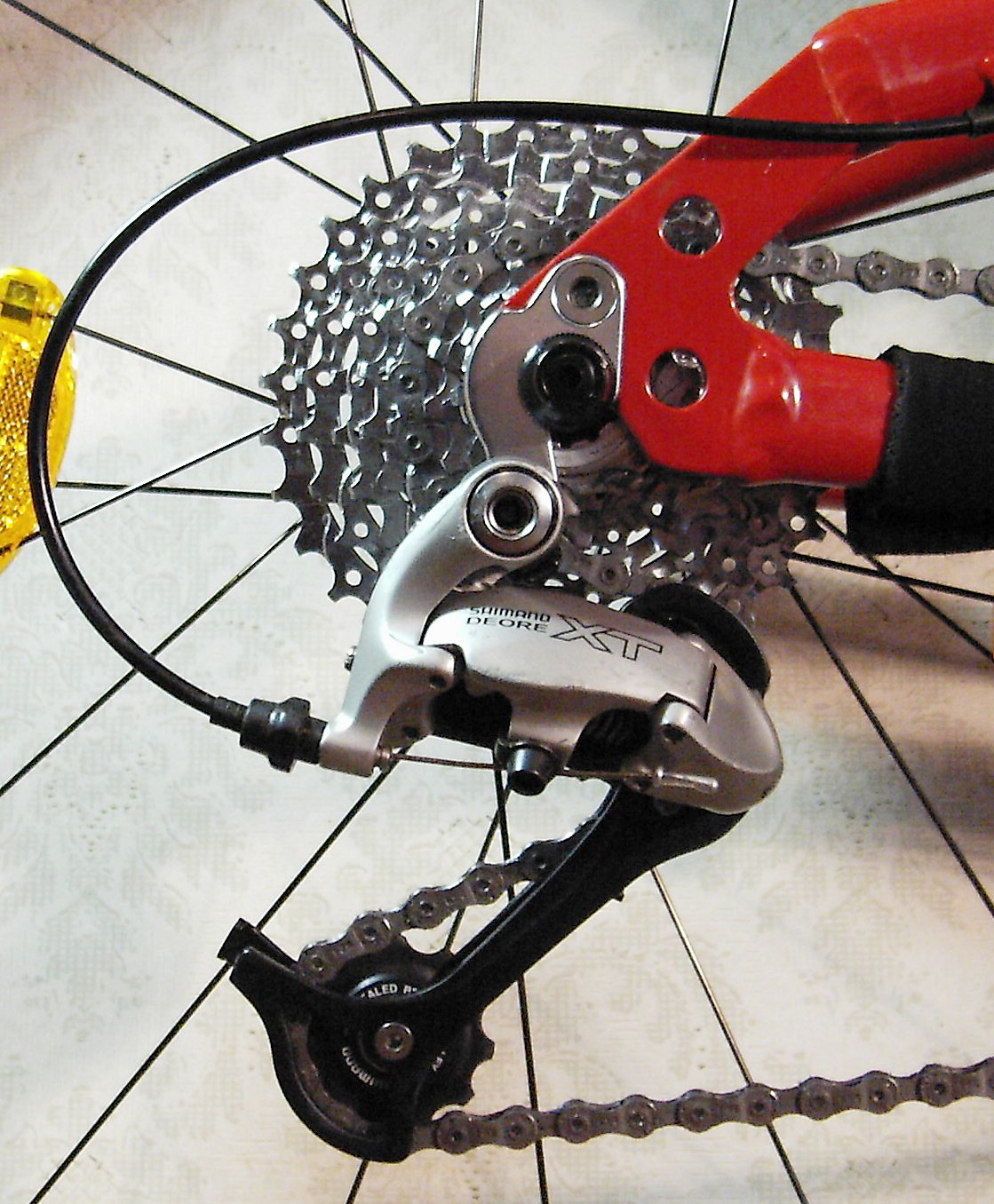
Uma gancheira vertical, com câmbio descarrilador.

Para evitar que a corrente de uma bicicleta de marcha única caia da catraca ou da coroa, é essencial que ela seja corretamente tensionada. Os quadros de bicicletas fabricadas para marcha única possuem gancheiras horizontais que permitem mover e ajustar a roda traseira para que a tensão certa da corrente seja alcançada e mantida. Já a maioria dos quadros de bicicletas feitos para o uso de múltiplas marchas não possuem gancheira horizontal, mas vertical, o que impossibilita tensionar a corrente deslizando o eixo traseiro. Vários métodos são usados para contornar esse problema. O método mais comum é o uso de uma polia que funciona como tensionador. Outro método é o uso de um mecanismo excêntrico no cubo ou no movimento central. É também possível experimentar diversas catracas e coroas com números de dentes diferentes até encontrar uma combinação que mantenha a corrente com a tensão certa.
O alinhamento da corrente é outro ajuste que, além de também evitar a queda da corrente, melhora a eficiência de transmissão e evita o gasto prematuro da corrente e das rodas dentadas. Para alcançar um alinhamento adequado, são utilizados espaçadores no eixo traseiro que determinam a distância entre a catraca e o centro do eixo, para tornar a corrente perfeitamente alinhada entre a catraca e a coroa.

## Relações de transmissão e os métodos de quantificá-la

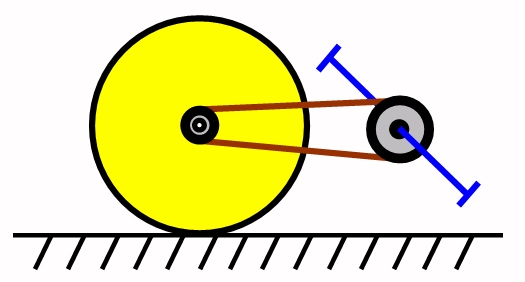
O sistema de transmissão de uma bicicleta sem marchas engloba pedais, pedivelas, coroa, catraca, roda traseira e corrente.

A relação de transmissão exprime a vantagem mecânica (ver Máquina simples) de um dado mecanismo, ou seja, é o número pelo qual um mecanismo multiplica a velocidade dividindo o torque (ou vice-versa) de uma potência aplicada. Um terreno que oferece mais resistência ao deslocamento da bicicleta (subidas, arrancadas) exige que a potência aplicada pelo ciclista aos pedais seja transmitida mais em torque e menos em velocidade nas rodas, neste caso, é dito que a relação de transmissão é baixa ou leve; um terreno que oferece menos resistência (planos, descidas) permite uma relação que transmita a potência aplicada em menos torque e em mais velocidade nas rodas, neste caso, é dito que a relação de transmissão é alta ou pesada.
As bicicletas sem marchas têm a desvantagem de não serem perfeitamente eficientes em todos os terrenos. No entanto, no terreno para o qual a relação de transmissão mais adequada é utilizada, ela é consideravelmente mais eficiente em termos energéticos do que as bicicletas equipadas com câmbio. Por isso, numa bicicleta que possui uma única marcha, a escolha da relação de transmissão é essencial. Daí a necessidade de um capítulo à parte sobre relações de transmissão.
Quatro fatores devem ser levados em conta:
- a característica topográfica do terreno em que será utilizada a bicicleta. A grosso modo, quanto mais montanhoso o terreno, mais baixa (leve) deve ser a relação de transmissão, e quanto mais plano, uma relação mais alta (pesada) pode ser usada;
- a característica de tráfego nas ruas e avenidas. Por exemplo, a existência de muitos sinais de trânsito que obrigam a constantes paradas e arrancadas. Quanto mais paradas e arrancadas forem exigidas, mais baixa (leve) deve ser a relação de transmissão;
- o propósito com que a bicicleta será usada, como já vimos, com relação ao mountain bike, relação baixa, e à bicicleta speed, relação alta;
- o gosto pessoal do ciclista.

Desde o princípio da história da bicicleta, foram divisados diversos métodos para quantificar uma relação de transmissão. Quantificar uma relação de transmissão permite comparar diversas relações, ajudando a escolher a melhor relação conforme os fatores relacionados acima.

### Relação de transmissão coroa-catraca (gear ratio)

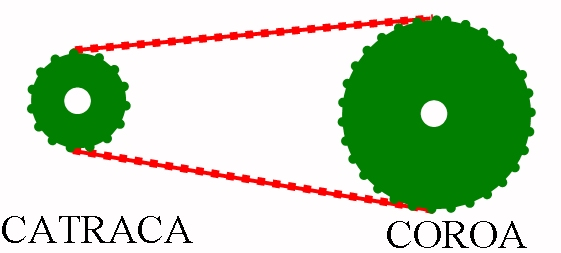

O método mais simples consiste em dividir o número de dentes da coroa pelo número de dentes da catraca.
Relação de transmissão coroa-catraca = {\displaystyle {\frac {O}{A}}}
sendo:
O = número de dentes da coroa
A = número de dentes da catraca
Por exemplo, (a) numa bicicleta que possui uma coroa de 48 dentes e uma catraca de 16, a divisão resulta o número 3, isto é, 1 volta dos pedais gira a catraca 3 vezes, por isso, a relação de transmissão é dita 1:3; (b) numa bicicleta que possui uma coroa de 48 dentes e uma catraca de 24, a divisão resulta o número 2, ou seja, 1 volta dos pedais gira a catraca 2 vezes, e a relação de transmissão é dita 1:2.
Quanto maior for o resultado da divisão, mais alta (mais pesada) é a relação. Assim, a bicicleta do exemplo (a) é mais pesada do que a do exemplo (b), mas a comparação só é correta se as duas bicicletas tiverem o conjunto rodas-pneus com o mesmo diâmetro. Na realidade, por exemplo, se duas bicicletas possuem a mesma relação catraca-coroa de 1:2 mas uma possui pneus 20 x 1.75 e a outra pneus 700 x 40C, esta última bicicleta, de fato, tem uma relação que é quase 50% mais pesada do que a bicicleta com pneu 20 x 1.75.
O tamanho da roda-pneu altera a física da relação de transmissão e isto não é expresso na relação coroa-catraca. Os métodos apresentados a seguir são mais completos por considerarem o diâmetro ou circunferência do conjunto roda-pneu.

### Relação de transmissão em polegadas (gear inches)
Nas antigas bicicletas conhecidas, em francês, como grand-bi ou, em inglês, como penny-farthing, o pedivela era diretamente conectado a uma grande roda. Uma volta dos pedais movia a bicicleta a uma distância igual à circunferência da roda. Quanto maior a roda, maior a distância percorrida a cada volta dos pedais e mais pesada era a pedalada. A medida da relação em polegadas (gear inches) é um remanescente dessa época, quando o diâmetro da roda era usado para medir e comparar bicicletas.
Pedalar uma bicicleta moderna com uma alta ou baixa relação de transmissão é mecanicamente equivalente a pedalar uma penny-farthing com uma roda maior ou menor.
O cálculo é feito do seguinte modo: o diâmetro da roda (em polegadas) multiplicado pelo resultado da divisão do número de dentes da coroa pelo da catraca.
Relação de transmissão em polegadas = {\displaystyle D*\left({\frac {O}{A}}\right)}
sendo:
D = Diâmetro em polegadas do conjunto roda-pneu
O = Número de dentes da coroa
A = Número de dentes da catraca

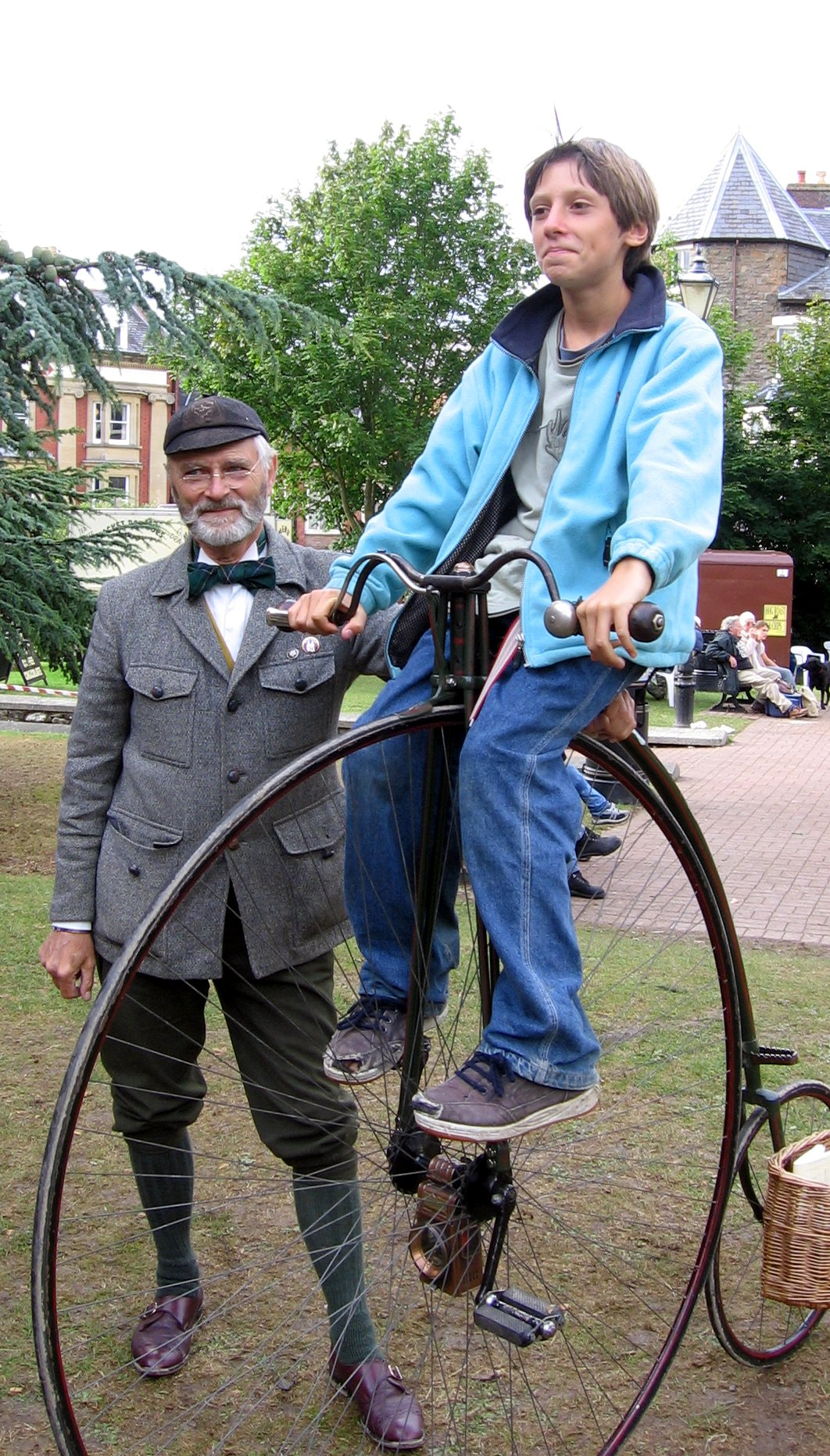
As antigas bicicletas do tipo "penny-farthing" estão na origem da medida da relação de transmissão em polegadas (gear inches).

Por exemplo, suponha que o diâmetro de uma roda tenha realmente 26 polegadas. Se a coroa e a catraca tiverem um número igual de dentes cada, uma volta dos pedais produz exatamente uma volta da roda, como se a roda estivesse diretamente conectada aos pedais. O resultado do cálculo dessa combinação de relação de transmissão e roda é que ela tem uma relação de transmissão de "26 polegadas". Se a coroa tivesse 48 dentes e a catraca tivesse 24, cada volta dos pedais produziria duas voltas da roda e a relação de transmissão em polegadas seria igual a "52 polegadas". Uma bicicleta com um diâmetro roda-pneu igual 26" e com uma coroa de 48 dentes e uma catraca de 11 tem uma relação de transmissão em polegadas de 113 polegadas, ou seja, equivale a uma antiga bicicleta "penny-farthing" que tivesse uma roda de anatomicamente impossíveis 2,87 metros diâmetro. Poder-se-ia fazer o cálculo usando metros ou centímetros, mas isto não é usado. Um sistema de medida equivalente usado por ciclistas de países onde o sistema métrico (Sistema Internacional de Unidades) é utilizado é o "metros de desenvolvimento".

### Metros de desenvolvimento

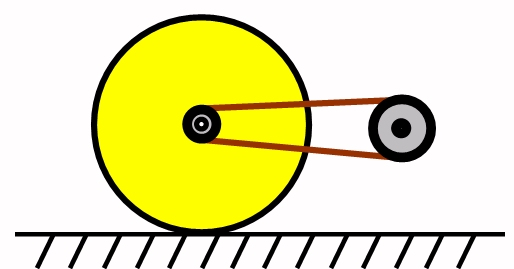

Medir a relação de transmissão em "metros de desenvolvimento" exprime a distância percorrida a cada volta do pedal. Ela é calculada do seguinte modo: a circunferência em metros do conjunto roda-pneu multiplicada pelo resultado da divisão do número de dentes da coroa pelo da catraca.
Metros de desenvolvimento = {\displaystyle C*\left({\frac {O}{A}}\right)}
sendo:
C = Circunferência em metros do conjunto roda-pneu
O = Número de dentes da coroa
A = Número de dentes da catraca
Por exemplo, uma bicicleta com pneus 20 x 1.75 tem uma circunferência de 1,52 metros. Se ela tiver uma coroa de 48 dentes e uma catraca de 24 dentes, a relação de transmissão é de 3 metros de desenvolvimento. Se outra bicicleta tem um pneu 700 x 28C (cuja circunferência é 2,14 metros) e tem igualmente uma coroa de 48 dentes e uma catraca de 24 dentes, a relação de transmissão é de 4,2 metros de desenvolvimento. Para que a bicicleta com pneus 20 x 1.75 tenha a mesma relação de transmissão da bicicleta com pneu 700 x 28C do exemplo anterior, isto é, 4,2 metros de desenvolvimento, é necessário que ela tenha uma coroa de 44 dentes e uma catraca de 16 dentes, ou, o que dá aproximadamente o mesmo, uma coroa de 50 dentes e uma catraca de 18 dentes.

### Gain Ratio

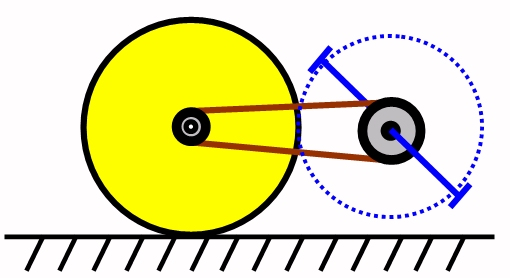

Tanto a relação de transmissão expressa em polegadas quanto a expressa em metros de desenvolvimento levam em conta a distância percorrida a cada volta dos pedais e são maneiras de indicar a vantagem mecânica da relação de transmissão. Mas nenhuma delas leva em consideração o tamanho do pedivela, que pode variar dependendo da bicicleta. O pedivela é uma alavanca. Se duas bicicletas possuem diferentes tamanhos de pedivela mas são em todos os outros aspectos idênticas (circunferência do conjunto roda-pneu e relação catraca-coroa iguais), um pedivela maior dá uma maior vantagem mecânica, equivalendo a uma relação de transmissão mais leve do que um pedivela menor. Considerando isto, Sheldon Brown propôs um sistema de medir a relação de transmissão chamado de "gain ratio", que é calculado com a distância atravessada pela bicicleta dividida pela distância atravessada pelos pedais durante uma volta do pedal. Ele argumentou que isso tem a vantagem de ser um puro número (sem unidades de medida). O cálculo dá o mesmo valor independentemente se for calculado em metros ou em polegadas.
Calcula-se a "gain ratio" de uma dada bicicleta do seguinte modo: o raio do conjunto roda-pneu dividido pelo tamanho do pedivela. Este valor é usado para uma bicicleta independentemente da relação catraca-coroa utilizada, pois considera apenas o tamanho da roda e o tamanho do pedivela.
Gain Ratio = {\displaystyle {\frac {R}{P}}}
Sendo:
R = Raio do conjunto roda-pneu
P = Tamanho do pedivela
Para comparar diversas relações de transmissão, basta multiplicar a "gain ratio" pelo resultado da divisão do número de dentes da coroa pelo da catraca.
Gain Ratio da relação coroa-catraca = {\displaystyle G*\left({\frac {O}{A}}\right)}
Sendo:
G = "Gain ratio"
O = número de dentes da coroa
A = número de dentes da catraca
Apesar de permitir uma comparação mais precisa entre várias bicicletas com várias relações de transmissão, a medida em "gain ratio" ainda é pouco utilizada, por ter sido proposta muito recentemente.

## Relações de transmissão típicas nas bicicletas de marcha única

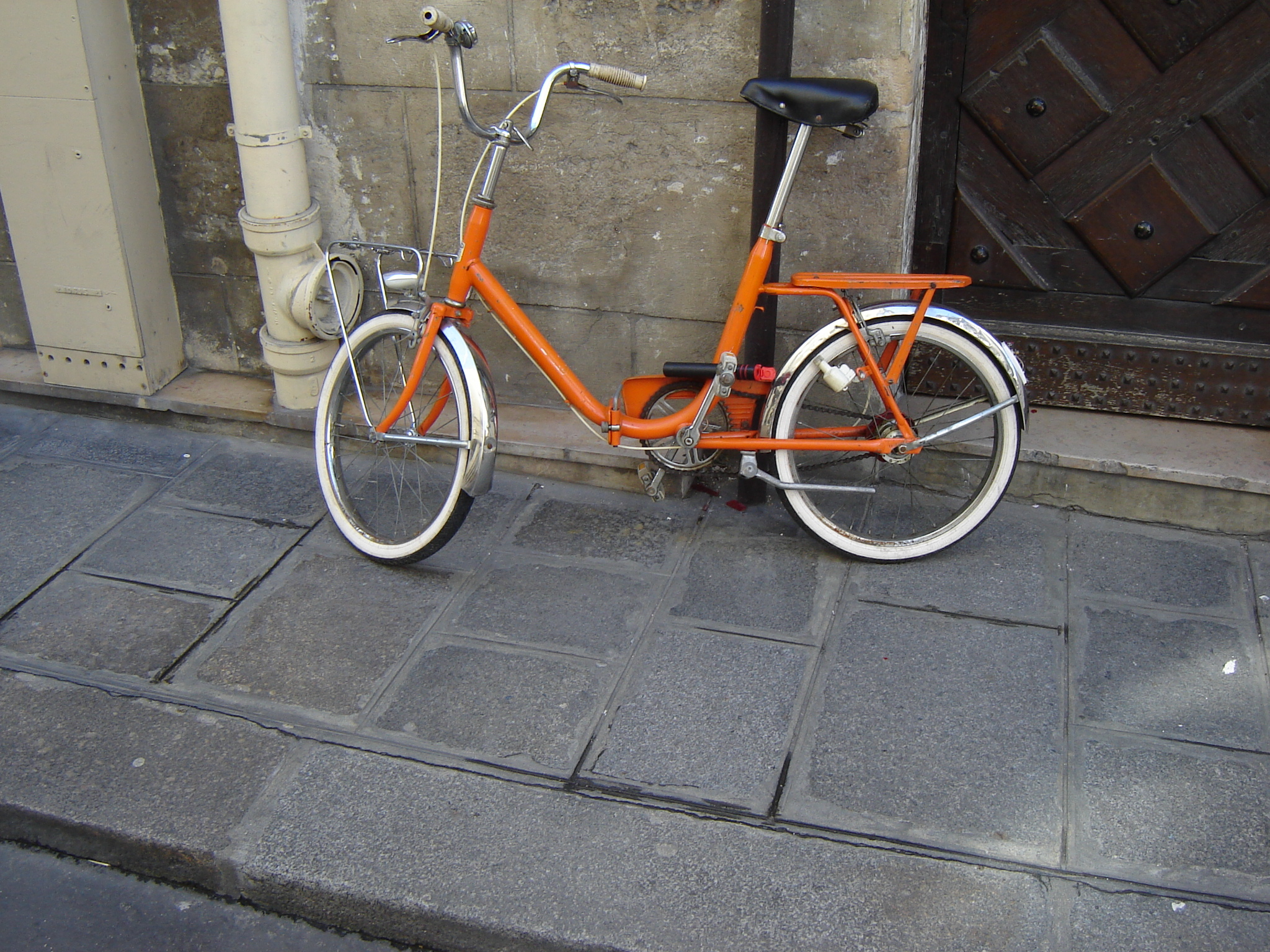
Bicicleta dobrável para transporte.

- Menor do que 51 polegadas - ou menor do que 4,1 metros de desenvolvimento: relação leve, utilizada em terrenos acidentados e/ou cujo tráfego exija demasiadas paradas e arrancadas; usada em mountain bikes;
- entre 51 e 65 polegadas - ou entre 4,1 e 5,1 metros de desenvolvimento: relação média; meio termo entre facilidade em subidas e velocidade; geralmente adequada para usar no tráfego urbano ou em terrenos não muito acidentados; usada em bicicletas para transporte;
- maior do que 65 polegadas - ou maior do que 5,1 metros de desenvolvimento: relação pesada, para desenvolver velocidade, adequada para terrenos planos e que exijam o mínimo de paradas e arrancadas. As bicicletas de estrada de marcha única costumam ter entre 70 e 80 polegadas (entre 5,6 e 6,4 metros de desenvolvimento). As bicicletas de pista têm mais do que 80 polegadas (maior que 6,4 metros de desenvolvimento).